# Campeonato Europeu de Futebol de 2004/Grupo B
O Grupo B do Campeonato Europeu de Futebol de 2004, ou simplesmente Grupo B, foi um dos quatro grupos de competição da chamada fase de grupos do Euro 2004 da UEFA. O primeiro confronto deu-se no dia 13 de Junho e o último no dia 21 de Junho de 2004.O grupo foi constituído pela França, Inglaterra, Croácia e Suíça.
A França foi a vencedora do grupo, tendo conquistado 7 pontos após duas vitórias (contra Inglaterra e Suíça), e um empate (frente à Croácia). A Inglaterra terminou no segundo lugar do grupo com 6 pontos, após uma derrota (contra a França) e duas vitórias (Suíça e Croácia). Estas duas últimas seleções falharam o apuramento para a fase seguinte.

## Classificação
| Equipa     | P | J | V | E | D | GM | GS | +/- |
| ---------- | - | - | - | - | - | -- | -- | --- |
| França     | 7 | 3 | 2 | 1 | 0 | 7  | 4  | +3  |
| Inglaterra | 6 | 3 | 2 | 0 | 1 | 8  | 4  | +4  |
| Croácia    | 2 | 3 | 0 | 2 | 1 | 4  | 6  | -2  |
| Suíça      | 1 | 3 | 0 | 1 | 2 | 1  | 6  | -5  |

## Jogos
| 13 de Junho 2004 | Suiça | 0 – 0     | Croácia | Estádio Dr. Magalhães Pessoa, Leiria Público: 24.090 Árbitro: Lucílio Batista |
|                  |       | Relatório |         |                                                                               |

| 13 de Junho 2004 | França             | 2 – 1     | Inglaterra        | Estádio da Luz, Lisboa Público: 62.487 Árbitro: Markus Merk |
|                  | Zidane 90+1' 90+3' | Relatório | Frank Lampard 38' |                                                             |

| 17 de Junho 2004 | Inglaterra                                | 3 – 0     | Suiça | Estádio Cidade de Coimbra, Coimbra Público: 28.214 Árbitro: Valentin Ivanov |
|                  | Wayne Rooney 23' 75' · Steven Gerrard 82' | Relatório |       |                                                                             |

| 17 de Junho 2004 | Croácia                | 2 – 2     | França                          | Estádio Dr. Magalhães Pessoa, Leiria Público: 29.160 Árbitro: Kim Milton Nielsen |
|                  | Rapaic 48'P · Pršo 52' | Relatório | Tudor 22'(g.c.) · Trézéguet 64' |                                                                                  |

| 21 de Junho 2004 | Croácia              | 2 – 4     | Inglaterra                                   | Estádio da Luz, Lisboa Público: 57.047 Árbitro: Pierluigi Collina |
|                  | Kovač 5' · Tudor 73' | Relatório | Scholes 40' · Rooney 45+1' 68' · Lampard 79' |                                                                   |

| 21 de Junho 2004 | Suíça          | 1 – 3     | França                     | Estádio Cidade de Coimbra, Coimbra Público: 28.111 Árbitro: Lubos Michel |
|                  | Vonlanthen 26' | Relatório | Zidane 20' · Henry 76' 84' |                                                                          |